# Rontu
Rontu is een bestuurslaag in het regentschap Bima van de provincie West-Nusa Tenggara, Indonesië. Rontu telt 2677 inwoners (volkstelling 2010).